# Gran Premio di Monaco 2010
Il Gran Premio di Monaco 2010 è stata la sesta prova della stagione 2010 del Campionato mondiale di Formula 1. Si è corsa domenica 16 maggio 2010 sul Circuito di Monte Carlo a Monte Carlo ed è stata vinta da Mark Webber su RBR-Renault, al suo quarto successo nel mondiale. Webber ha preceduto sul traguardo il suo compagno di squadra Sebastian Vettel e Robert Kubica su Renault.

## Vigilia

### Aspetti tecnici
La Bridgestone, fornitore unico degli pneumatici, annuncia per questa gara gomme super-morbide e medie.

### Aspetti sportivi
A causa della tortuosità del tracciato e della lentezza di alcune monoposto era stato proposto di inserire una sorta di prequalifiche per evitare che il troppo traffico non consentisse ai piloti dei team più rapidi di cogliere tempi significativi. La proposta è stata però rigettata.
L'ex pilota britannico Damon Hill (campione nella stagione 1996 con la Williams) è nominato nella commissione di gara, assieme ai tre steward.

## Prove
Nella prima sessione del giovedì si è avuta questa situazione:
| Pos | Nº | Pilota           | Squadra/Motore | Tempo    | Gap    | Giri |
| --- | -- | ---------------- | -------------- | -------- | ------ | ---- |
| 1   | 8  | Fernando Alonso  | Ferrari        | 1'15"927 |        | 32   |
| 2   | 5  | Sebastian Vettel | RBR-Renault    | 1'16"000 | +0"073 | 27   |
| 3   | 11 | Robert Kubica    | Renault        | 1'16"016 | +0"089 | 28   |

Nella seconda sessione del giovedì si è avuta questa situazione:
| Pos | Nº | Pilota           | Squadra/Motore | Tempo    | Gap    | Giri |
| --- | -- | ---------------- | -------------- | -------- | ------ | ---- |
| 1   | 8  | Fernando Alonso  | Ferrari        | 1'14"904 |        | 36   |
| 2   | 4  | Nico Rosberg     | Mercedes GP    | 1'15"013 | +0"109 | 40   |
| 3   | 5  | Sebastian Vettel | RBR-Renault    | 1'15"099 | +0"195 | 48   |

Nella sessione del sabato si è avuta questa situazione:
| Pos | Nº | Pilota        | Squadra/Motore | Tempo    | Gap    | Giri |
| --- | -- | ------------- | -------------- | -------- | ------ | ---- |
| 1   | 11 | Robert Kubica | Renault        | 1'14"806 |        | 26   |
| 2   | 7  | Felipe Massa  | Ferrari        | 1'14"852 | +0"046 | 22   |
| 3   | 6  | Mark Webber   | RBR-Renault    | 1'14"945 | +0"139 | 25   |

Alonso della Ferrari ha avuto un incidente alla curva Massenet nell'ultima sessione di prove libere; l'incidente è senza conseguenze per il pilota ma tale da rendere danneggiata in modo irreparabile la vettura per le qualifiche.

## Qualifiche
Nella sessione di qualifica si è avuta questa situazione:
| Pos | Nº | Pilota             | Costruttore          | Q1          | Q2       | Q3       | Griglia |
| --- | -- | ------------------ | -------------------- | ----------- | -------- | -------- | ------- |
| 1   | 6  | Mark Webber        | RBR-Renault          | 1'15"035    | 1'14"462 | 1'13"826 | 1       |
| 2   | 11 | Robert Kubica      | Renault              | 1'15"045    | 1'14"549 | 1'14"120 | 2       |
| 3   | 5  | Sebastian Vettel   | RBR-Renault          | 1'15"110    | 1'14"568 | 1'14"227 | 3       |
| 4   | 7  | Felipe Massa       | Ferrari              | 1'14"757    | 1'14"405 | 1'14"283 | 4       |
| 5   | 2  | Lewis Hamilton     | McLaren-Mercedes     | 1'15"676    | 1'14"527 | 1'14"432 | 5       |
| 6   | 4  | Nico Rosberg       | Mercedes GP          | 1'15"188    | 1'14"375 | 1'14"544 | 6       |
| 7   | 3  | Michael Schumacher | Mercedes GP          | 1'15"649    | 1'14"691 | 1'14"590 | 7       |
| 8   | 1  | Jenson Button      | McLaren-Mercedes     | 1'15"623    | 1'15"150 | 1'14"637 | 8       |
| 9   | 9  | Rubens Barrichello | Williams-Cosworth    | 1'15"590    | 1'15"083 | 1'14"901 | 9       |
| 10  | 15 | Vitantonio Liuzzi  | Force India-Mercedes | 1'15"397    | 1'15"061 | 1'15"170 | 10      |
| 11  | 10 | Nicolas Hülkenberg | Williams-Cosworth    | 1'16"030    | 1'15"317 | N.D.     | 11      |
| 12  | 14 | Adrian Sutil       | Force India-Mercedes | 1'15"445    | 1'15"318 | N.D.     | 12      |
| 13  | 16 | Sébastien Buemi    | STR-Ferrari          | 1'15"961    | 1'15"413 | N.D.     | 13      |
| 14  | 12 | Vitalij Petrov     | Renault              | 1'15"482    | 1'15"576 | N.D.     | 14      |
| 15  | 22 | Pedro de la Rosa   | BMW Sauber-Ferrari   | 1'15"908    | 1'15"692 | N.D.     | 15      |
| 16  | 23 | Kamui Kobayashi    | BMW Sauber-Ferrari   | 1'16"175    | 1'15"992 | N.D.     | 16      |
| 17  | 17 | Jaime Alguersuari  | STR-Ferrari          | 1'16"021    | 1'16"176 | N.D.     | 17      |
| 18  | 19 | Heikki Kovalainen  | Lotus-Cosworth       | 1'17"094    | N.D.     | N.D.     | 18      |
| 19  | 18 | Jarno Trulli       | Lotus-Cosworth       | 1'17"134    | N.D.     | N.D.     | 19      |
| 20  | 24 | Timo Glock         | Virgin-Cosworth      | 1'17"377    | N.D.     | N.D.     | 20      |
| 21  | 25 | Lucas Di Grassi    | Virgin-Cosworth      | 1'17"864    | N.D.     | N.D.     | 21      |
| 22  | 21 | Bruno Senna        | HRT-Cosworth         | 1'18"509    | N.D.     | N.D.     | 22      |
| 23  | 20 | Karun Chandhok     | HRT-Cosworth         | 1'19"559    | N.D.     | N.D.     | 23      |
| 24  | 8  | Fernando Alonso    | Ferrari              | senza tempo | N.D.     | N.D.     | PL      |

## Gara

### Resoconto
Alla partenza Sebastian Vettel (partito terzo) subito riesce a sopravanzare Robert Kubica (secondo), ma nel corso nel primo giro Nicolas Hülkenberg urta la sua Williams contro le barriere nel Tunnel ed è costretto al ritiro; la monoposto rimane però in mezzo alla traiettoria ed è così necessario l'ingresso in pista della Safety Car.
L'entrata in pista della vettura di sicurezza permette a Fernando Alonso, partito dalla pitlane, di effettuare il cambio gomme obbligatorio senza perdere terreno rispetto agli altri piloti. In regime di Safety Car si assiste al ritiro del leader della classifica piloti Jenson Button a causa del surriscaldamento del motore dovuto all'errore di un meccanico del suo team che non ha rimosso un coperchio dalla bocca del radiatore.
Alla ripartenza il pilota spagnolo inizia a recuperare posizioni sorpassando i piloti delle tre scuderie entrate all'inizio della stagione, Lotus, Virgin e HRT. Dopo il cambio gomme le posizioni dei primi rimangono immutate, con Webber in testa seguito da Vettel, Kubica, Felipe Massa e Lewis Hamilton; alle sue spalle Alonso è riuscito a posizionarsi al 6º posto approfittando delle soste degli altri piloti, seguito da Michael Schumacher e Nico Rosberg.
Al 31º giro la Safety Car rientra di nuovo in pista a causa dell'incidente di Rubens Barrichello alla curva Massenet dovuto a un cedimento al retrotreno della sua Williams. La vettura di sicurezza è costretta a rientrare nuovamente al 43º giro a causa di un tombino saltato a causa dell'incidente di Barrichello.
La corsa si svolge regolarmente fino al 74º giro quando alla curva Rascasse avviene un incidente tra Jarno Trulli e Karun Chandhok che costringe la Safety Car a entrare in pista per la quarta volta. Il Gran Premio termina con il rientro in pista della Safety Car, ma nonostante ciò Schumacher supera Alonso all'ultima curva raggiungendo la 6ª posizione.
La gara si conclude con la vittoria di Webber, con Vettel e Kubica a completare il podio. A punti finiscono Massa, Hamilton, Alonso, Rosberg, Adrian Sutil, Vitantonio Liuzzi e Sébastien Buemi.

### Risultati
I risultati del GP sono stati i seguenti:
| Pos | Nº | Pilota             | Costruttore          | Giri | Tempo/Ritiro              | Griglia | Punti |
| --- | -- | ------------------ | -------------------- | ---- | ------------------------- | ------- | ----- |
| 1   | 6  | Mark Webber        | RBR-Renault          | 78   | 1h50'13"355               | 1       | 25    |
| 2   | 5  | Sebastian Vettel   | RBR-Renault          | 78   | +0"448                    | 3       | 18    |
| 3   | 11 | Robert Kubica      | Renault              | 78   | +1"675                    | 2       | 15    |
| 4   | 7  | Felipe Massa       | Ferrari              | 78   | +2"666                    | 4       | 12    |
| 5   | 2  | Lewis Hamilton     | McLaren-Mercedes     | 78   | +4"363                    | 5       | 10    |
| 6   | 8  | Fernando Alonso    | Ferrari              | 78   | +6"341                    | PL      | 8     |
| 7   | 4  | Nico Rosberg       | Mercedes GP          | 78   | +6"651                    | 6       | 6     |
| 8   | 14 | Adrian Sutil       | Force India-Mercedes | 78   | +6"970                    | 12      | 4     |
| 9   | 15 | Vitantonio Liuzzi  | Force India-Mercedes | 78   | +7"305                    | 10      | 2     |
| 10  | 16 | Sébastien Buemi    | STR-Ferrari          | 78   | +8"199                    | 13      | 1     |
| 11  | 17 | Jaime Alguersuari  | STR-Ferrari          | 78   | +9"135                    | 17      |       |
| 12  | 3  | Michael Schumacher | Mercedes GP          | 78   | +25"712                   | 7       |       |
| Rit | 12 | Vitalij Petrov     | Renault              | 73   | Freni                     | 14      |       |
| Rit | 20 | Karun Chandhok     | HRT-Cosworth         | 70   | Collisione con J.Trulli   | 23      |       |
| Rit | 18 | Jarno Trulli       | Lotus-Cosworth       | 70   | Collisione con K.Chandhok | 19      |       |
| Rit | 19 | Heikki Kovalainen  | Lotus-Cosworth       | 58   | Sterzo                    | 18      |       |
| Rit | 21 | Bruno Senna        | HRT-Cosworth         | 58   | Idraulica                 | 22      |       |
| Rit | 9  | Rubens Barrichello | Williams-Cosworth    | 30   | Incidente                 | 9       |       |
| Rit | 23 | Kamui Kobayashi    | BMW Sauber-Ferrari   | 26   | Cambio                    | 16      |       |
| Rit | 25 | Lucas Di Grassi    | Virgin-Cosworth      | 25   | Problemi alla ruota       | 21      |       |
| Rit | 24 | Timo Glock         | Virgin-Cosworth      | 22   | Sospensioni               | 20      |       |
| Rit | 22 | Pedro de la Rosa   | BMW Sauber-Ferrari   | 21   | Idraulica                 | 15      |       |
| Rit | 1  | Jenson Button      | McLaren-Mercedes     | 2    | Radiatore                 | 8       |       |
| Rit | 10 | Nicolas Hülkenberg | Williams-Cosworth    | 0    | Incidente                 | 11      |       |

## Classifiche Mondiali

### Piloti
| Pos | Pilota             | Punti |
| --- | ------------------ | ----- |
| 1   | Mark Webber        | 78    |
| 2   | Sebastian Vettel   | 78    |
| 3   | Fernando Alonso    | 75    |
| 4   | Jenson Button      | 70    |
| 5   | Felipe Massa       | 61    |
| 6   | Robert Kubica      | 59    |
| 7   | Lewis Hamilton     | 59    |
| 8   | Nico Rosberg       | 56    |
| 9   | Michael Schumacher | 22    |
| 10  | Adrian Sutil       | 20    |
| 11  | Vitantonio Liuzzi  | 10    |
| 12  | Rubens Barrichello | 7     |
| 13  | Vitalij Petrov     | 6     |
| 14  | Jaime Alguersuari  | 3     |
| 15  | Sébastien Buemi    | 1     |
| 16  | Nicolas Hülkenberg | 1     |

### Costruttori
| Pos | Team                 | Punti |
| --- | -------------------- | ----- |
| 1   | RBR-Renault          | 156   |
| 2   | Ferrari              | 136   |
| 3   | McLaren-Mercedes     | 129   |
| 4   | Mercedes GP          | 78    |
| 5   | Renault              | 65    |
| 6   | Force India-Mercedes | 30    |
| 7   | Williams-Cosworth    | 8     |
| 8   | STR-Ferrari          | 4     |

## Decisioni della FIA
Al termine della gara Michael Schumacher viene penalizzato di venti secondi sul tempo finale per un sorpasso irregolare su Fernando Alonso in regime di Safety Car. Il tedesco, sesto al traguardo, scala al dodicesimo posto.